# Xumàkovo
Xumàkovo (en rus: Шумаково) és un poble de l'óblast d'Oriol, a Rússia, segons el cens del 2010 tenia 221 habitants. Pertany al districte municipal de Kromi.